# Ximena de Osona
Ximena de Osona (? - ?), condesa de Osona (1107-1111), condesa consorte de Besalú (1107-1111) y condesa consorte de Foix (1124-1148).

## Orígenes familiares
Fue la primera hija del conde de Barcelona Ramón Berenguer III y su primera mujer, María Rodríguez, hija de El Cid.

## Nupcias y descendencia
Se casó el 1 de octubre de 1107 con Bernardo III de Besalú. Al no tener descendencia y en virtud de tratados anteriores entre los dos condados fueron incorporados al Condado de Barcelona.
Ximena se casó de nuevo en 1117 con Roger III de Foix, con quien tuvo los hijos:
- Roger Bernardo I de Foix (m. 1188), conde de Foix, y gobernador de Provenza
- Brandimena de Foix, casada con Guillem de Adona, vizconde de Sault
- Dulce de Foix (m. ca. 1209), casada con Armengol VII, conde de Urgell